# Atarba (Atarba) multiarmata multiarmata
Atarba (Atarba) multiarmata multiarmata is een ondersoort van de tweevleugelige Atarba (Atarba) multiarmata uit de familie steltmuggen (Limoniidae). De ondersoort komt voor in het Neotropisch gebied.